# Tribes (seria)
Tribes – seria gier z gatunku first-person shooter. Pierwotnie tworzona przez Dynamix, lecz obecnie rozwijana przez Hi-Rez Studios. W grach serii gracz może wziąć udział w pojedynkach z innymi graczami w świecie dalekiej przyszłości.

## Seria gier
- Starsiege Tribes (1998)
- Tribes 2 (2001)
- Tribes: Zemsta (2004)
- Tribes: Ascend (2012)